# Lecythis schomburgkii
Lecythis schomburgkii é uma espécie de lenhosa da família Lecythidaceae.
Pode ser encontrada nos seguintes países: Brasil e Guiana.
Está ameaçada por perda de habitat.